# Josef von Copertino

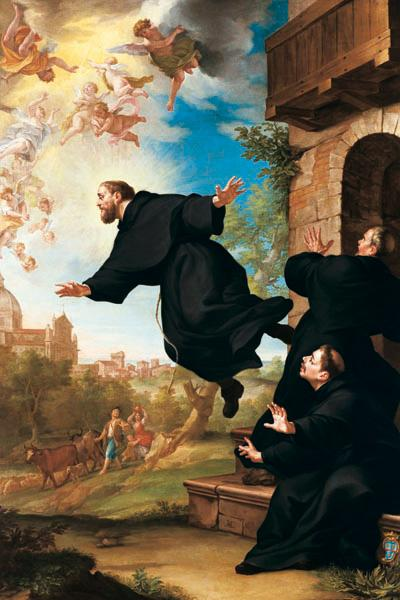
Ludovico Mazzanti: Josef von Cupertino, 18. Jahrhundert

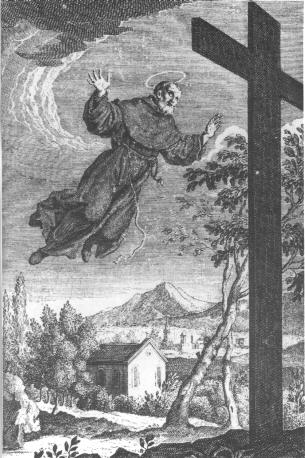
Josef von Copertino, Stich aus dem 18. Jahrhundert

Josef von Copertino (auch Joseph von Cupertino, italienisch Giuseppe da Copertino, eigentlich Giuseppe Maria Desa; * 17. Juni 1603 in Copertino bei Lecce; † 18. September 1663 in Osimo bei Ancona) war ein italienischer Franziskaner-Minorit.
Er ist ein Heiliger der katholischen Kirche. Der Volksheilige, dessen frühere Popularität der heutigen eines Padre Pio vergleichbar ist, gehört zu den ungewöhnlichsten Gestalten der katholischen Mystik. Wegen seiner angeblichen Levitationen in über 100 Fällen wird er auch der „Fliegende Frater“ genannt.

## Leben
Josef wurde 1603 als Sohn von Felice Desa und Franceschina Panaca in dem apulischen Bauerndorf Copertino geboren. Sein Vater starb schon vor seiner Geburt. Seine Kindheit war von Entbehrungen, Krankheiten und Lernschwierigkeiten gezeichnet. Von einer schweren Krankheit soll er im Marienheiligtum von „Maria della Grazia“ in Galatone wundersam geheilt worden sein.
Er wurde 1620 Novize im Kapuzinerkloster von Martina Franca (bei Tarent), wurde aber entlassen, da er als Mönch untauglich schien. 1621 wurde er nach mehreren vergeblichen Versuchen im Franziskanerkloster Santa Maria della Grottella zunächst als Oblat, dann als Frater aufgenommen.
1628 wurde er in Poggiardo zum Priester geweiht und versah daraufhin für 10 Jahre das Priesteramt in Copertino, wo er durch Ekstasen, Wundertaten und Levitationen auf sich aufmerksam machte und schnell ein großes Pilgerpublikum anzog. 1638 wurde er des „Messianismus“ verdächtigt. Bei einer Verhandlung vor der Heiligen Inquisition in Neapel wurde er davon zwar freigesprochen, jedoch zur Vorsicht aus seiner Gemeinde verwiesen.
Daraufhin lebte er von 1639 bis 1653 im Franziskanerkloster von Assisi. 1650 begegnete ihm dort Herzog Johann Friedrich von Braunschweig-Lüneburg, dessen Übertritt zum katholischen Glauben er maßgeblich beeinflusst haben soll. 1653 wechselte er in das Kapuzinerkloster von Pietrarubbia, später nach Fossombrone, 1657 in das Franziskanerkloster in Osimo. Dort lebte er bis zum Ende seines Lebens 1663. Josef ist in der ihm geweihten Basilika begraben.

## Legende
Josef soll schon als Kind „ekstatische Verzückungen“ und Levitationen erfahren haben. Wenn er in seiner Zelle saß, so soll diese so gestrahlt haben, als würden große Mengen an Kerzen brennen.
Sein ganzes Leben lang soll er wundersame Heilungen bewirkt haben, die in Anzahl und Ausmaß die aller anderen Heiligen übertreffen. Sein berühmtestes Wunder war eine Levitation, bei der er 60 Meter in die Höhe geflogen sein soll, um ein 10 Meter großes, schweres Kreuz zu empfangen, das er dann „wie einen Strohhalm“ auf der Erde aufgesetzt haben soll. Viele Zeugen bestätigten unter Eid die Levitationen Josefs; darunter bekannte Persönlichkeiten wie Prinzessin Maria von Savoyen (1594–1656) und König Johann II. Kasimir.
Um ungestört nachdenken zu können, kletterte Josef auf Bäume und war dort den Vögeln nahe, die sehr zutraulich wurden. Auch in den Garten der kleinen Kapelle, in der er die Messe las und Schreibarbeiten verrichtete, sollen ihm diese Vögel gefolgt sein. Daher ist das ihm zugeordnete Tier der Stieglitz.

## Verehrung
Josef wurde 1753 selig- und 1767 heiliggesprochen. Sein Gedenktag ist der 18. September.
Er ist der Schutzpatron der Flieger. In Italien und anderen Ländern gilt er auch als Schutzpatron vor Prüfungen (wegen seiner durch Gebet überwundenen Lernschwierigkeiten).
Zu Ehren von Josef von Copertino (im lokalen Dialekt „Cupertino“) wurde der Bach Arroyo San José de Cupertino benannt. Nach diesem Bach (heute Stevens Creek) wurde später die Stadt Cupertino im Silicon Valley in Kalifornien benannt.

## Filme
- Ein sonderbarer Heiliger, USA 1962 mit Maximilian Schell (Eintrag in der Internet Movie Database)